# Kathryn Leonard
Kathryn Leonard é uma matemática e cientista da computação americana. Ela ganhou o AWM Service Award da Association for Women in Mathematics (AWM) em 2015. Ela atuou como coordenadora de reuniões AWM de 2015 a 2018. Ela foi eleita presidente eleita do AWM no final de 2019 e assumirá a presidência em 1º de fevereiro de 2021.
A pesquisa de Leonard se concentra na modelagem geométrica com aplicativos para visão computacional, computação gráfica e ciência de dados. Ela recebeu vários subsídios importantes, incluindo um prêmio CAREER da National Science Foundation.
Leonard e Misha Collins, juntamente com vários outros colaboradores, são autores de "The 2D shape structure dataset", um artigo sobre um banco de dados de origem coletiva sobre a estrutura das formas.